# Egon Althaus
Egon Althaus (* 15. Februar 1933 in Hagen; † 16. Juni 2022) war ein deutscher Mineraloge. Er war Professor für Mineralogie und experimentelle Petrologie am Karlsruher Institut für Technologie. 1972 bis 1974 war er dort Dekan der Fakultät für Bio- und Geowissenschaften.

## Leben
Althaus studierte an der Universität Göttingen, seine Promotion folgte 1961 und die Habilitation 1967. 1968/69 forschte er an der Yale University. Ab 1971 war er Professor in Karlsruhe.
Althaus untersuchte mineralogisch das Verhalten von Baustoffen, insbesondere in historischen Bauwerken zum Beispiel in Hinblick auf Sanierungsfragen. Ein weiterer Schwerpunkt seiner Forschung war die Untersuchung Gesteinsfluiden, zum Beispiel in Zusammenhang mit Geothermie (Hot Dry Rock Process) und Tiefbohrprogrammen.
1998 erhielt er die Hans-Stille-Medaille. Ab 1990 war er ordentliches Mitglied der Heidelberger Akademie der Wissenschaften. Im selben Jahr wurde er zum Mitglied der Academia Europaea gewählt. Er war Ehrendoktor der Fakultät für Bauingenieurwesen der Technischen Universität Budapest.
Das aus Norwegen bekannte Mineral Althausit ist ihm zu Ehren benannt.

## Werke (Auswahl)
- Sicherung und Erhaltung historischer Bauwerke. Denkmalpflegerische Grundsätze und materielle Möglichkeiten. (= Schriften Math.-Naturwiss. Klasse), Heidelberger Akad. Wiss., Nr. 11, 2001.
- mit Augusto Mangini: 14C-Laboratorium und Geochronologie – Radiometrische Altersbestimmung von Wasser und Sedimenten. (= 100 Jahre Heidelberger Akademie der Wissenschaften. Die Forschungsvorhaben der Heidelberger Akademie der Wissenschaften 1909–2009.)